# أودري بارك
أودري بارك (大通公園 Ōdōri Kōen) منتزه يقع في قلب مدينة سابورو في محافظة هوكايدو في اليابان. أودري باليابانية تعني الشارع العريض، يقسم المنتزه المدينة إلى قسم شمالي وقسم جنوبي بمساحة تقدر 78.901 متر مربع. المنتزه مقسم إلى 12 مربع (جزيرة) وعلى كلا جوانبه شارع ممتد من اوله إلى نهايته بطول 1.5 كلم. في التخطيط الحضري الاساسي لمدينة سابورو كان المنتزه معد ان يكون الشارع الرئيسي للمدينة إلى انه تحول إلى ان يكون منتزه.
على مدار العام، يتم عقد العديد من الأحداث والاحتفالات مثل مهرجان سابورو ليلك ومهرجان سابورو للثلوج في الحديقة، وتقع المعالم المحلية بما في ذلك برج تلفزيون سابورو ومتحف أرشيف مدينة سابورو داخلها.

## التاريخ

### أودوري كشارع

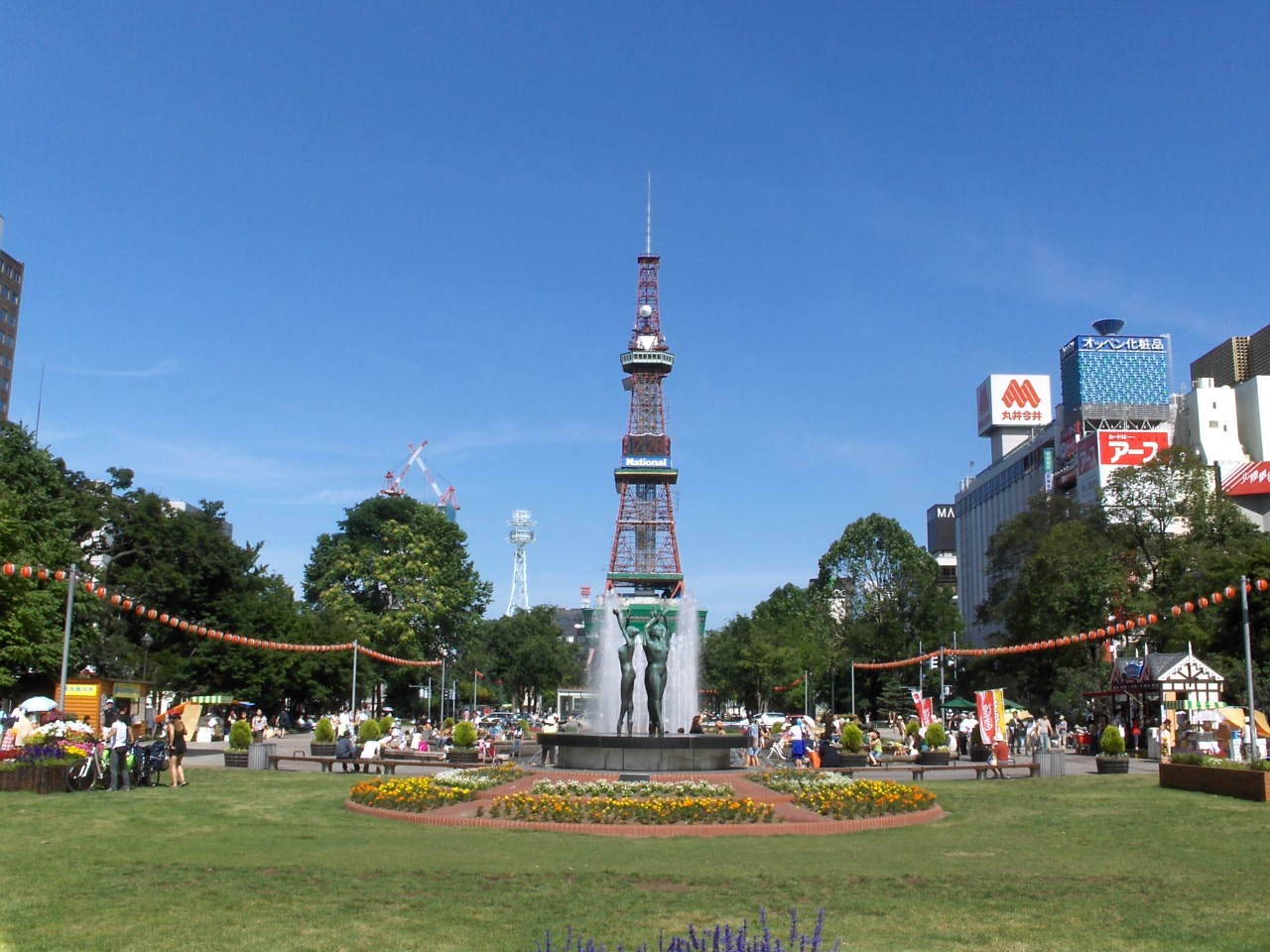
أودوري بارك وبرج تلفزيون سابورو

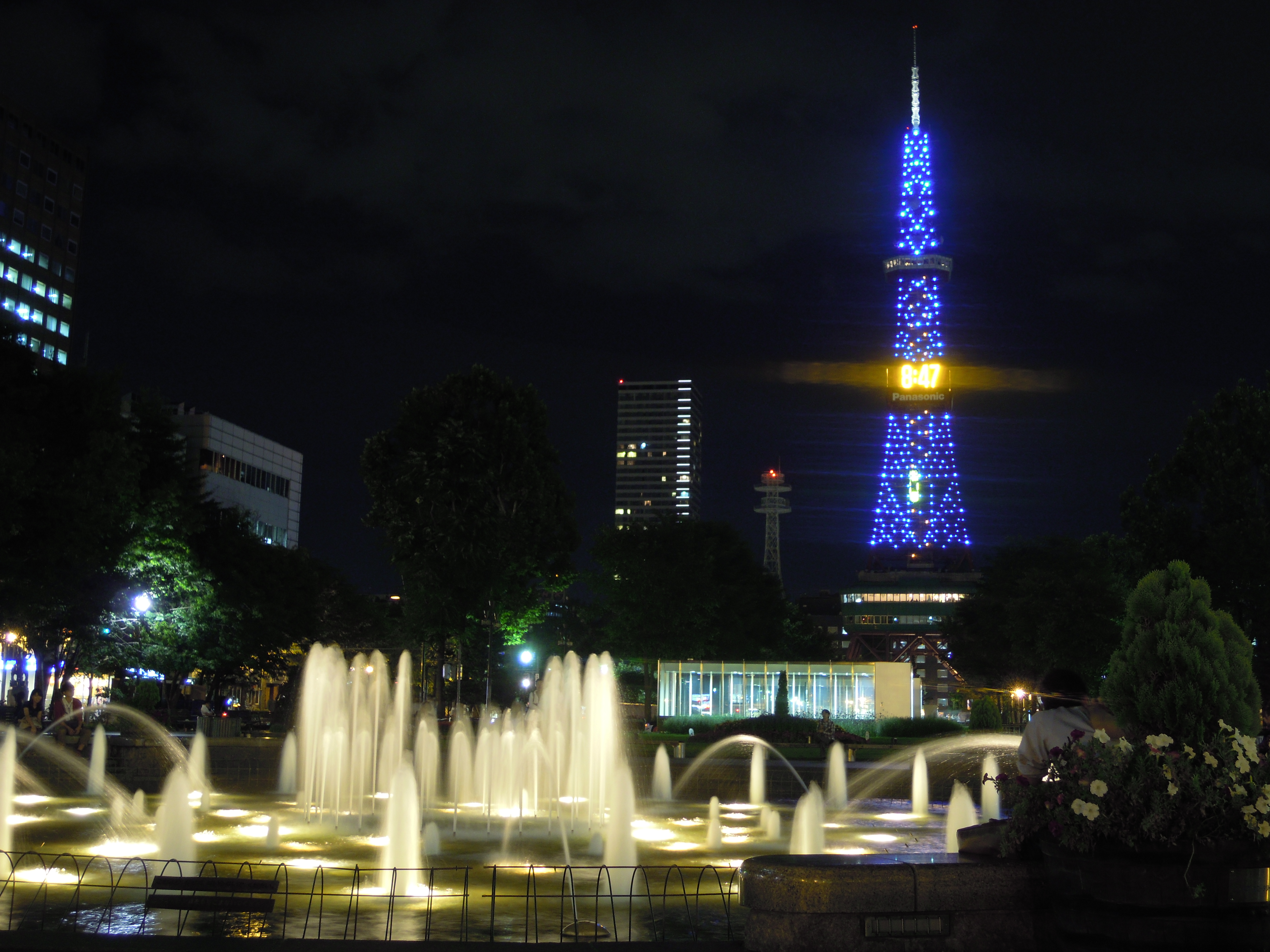
ليل

في عام 1869، جاء شيما يوشيتاكي (وهو قاضي أرسلته الحكومة كمفوض مسؤول عن تأسيس مدينة مركزية في هوكايدو) إلى سابورو ووضع خطة تخطيط المدينة حيث قسمت مدينة سابورو إلى قسمين شمالي وجنوبي عن طريق شارع كبير. في المخطط، كان سيتم تخصيص الجزء الشمالي من سابورو للموظفين والمكاتب العامة، بينما كان الجزء الجنوبي منطقة سكنية. في المخطط، كان موقع الشارع الفاصل مختلفًا عن الموقع الحالي لمتنزه أودوري.
بعد طرد شيما لسوء الحكم في هوكايدو، أشرف إيوامورا ميتشوتشي على التخطيط الحضري لمدينة سابورو. أعاد تصميم الخطة الأصلية في عام 1871، وتم بناء ما يسمى كابو سين (火防線) في المكان الذي يوجد فيه المنتزه حاليًا. كان كابو صين كفايربريك يتكون من 105 متر من الأراضي الشاغرة إلى حد كبير، والتي غالبا ما حالت دون تقدم النار خلال فترة ميجي.
في عام 1872، تم تسمية الشارع "Shiribeshi Dōri" (後 志 通)، ولكن هذا الاسم لم يكن شائعًا وأعيد تسميته «أدوري» في يونيو 1881.
في فترة ميجي، كانت المربعات (الجزيرة) 1 و 2 في شارع أودوري أضيق قليلاً من الأجزاء الأخرى. كان هذا بسبب أن كل من Hōheikan (وهو فندق على الطراز المعماري الأوروبي تم نقله لاحقًا إلى حديقة Nakajima) الذي كان قائم في المربع (الجزيرة) الأولى، ومبنى مقسم الهاتف الموجود في المربع الثاني، يمتد على شارع أودوري. منذ إقامة المعرض الزراعي المؤقت الأول في المربعين الثاني والثالث في عام 1878، كان الشارع هو المكان الذي يقام فيه عدد من الأحداث والاحتفالات.
ومع ذلك، لم تكن الأجزاء الغربية من شارع أودوري مشغولة مثل الجانب الشرقي. عقدت بعض الاحداث الرياضية لمدارس الأحياء في أودوري، ولكن تم التخلي عن الشارع تدريجيًا واستخدامه كمكب للقمامة ونفايات الثلج. كانت هناك شكوى شعبية أن جزءًا كبيرًا من الشارع في قلب المدينة تم التخلي عنه، وكان هناك ضغط لتطوير المنطقة للحصول على الكثير من المساكن، ولكن هذا لم يحدث.

### أودوري كمنتزه
في عام 1876، تم بناء 6600 متر مربع من حديقة الزهور على مربعات 3 و 4، وفي عام 1909، تم ترتيب الشارع كمنطقة مشي تحت إشراف Yasuhei Nagaoka ، وهو مخطط المناظر الطبيعية اليابانية ومخطط الحديقة. قد يكون هذا بداية تطور «حديقة» Odori.
خلال الحرب العالمية الثانية، تم تسليم المنتزه لإنتاج البطاطا. بعد انتهاء الحرب وتحسن الإمدادات الغذائية، أصبحت أودوري مرة أخرى أرضا للقمامة والثلج. استولت قوات الاحتلال على جزء من حديقة أودوري وشيدت ملعبًا للبيسبول وملعب تنس، وبعد أن سلمت قوات الحلفاء حديقة أودوري، تم إنشاء العديد من الملاعب الرياضية في غرب أودوري.
تم تطوير أودوري كمنتزه منذ أن أعادته قوات الاحتلال في عام 1950. منذ ذلك الوقت، تم إنشاء العديد من حدائق الزهور من خلال تعيين أراضي Odori لشركات تصميم الحدائق. في الوقت الحالي، تزين كل حديقة زهور لوحة تحمل اسم الشركة تعرض مهارات تخطيط الحدائق في تلك المنطقة على مدار العام.

## نظرة عامة
تحتوي كل كتلة (جزيرة) في المنتزه على أراضي مستطيلة مساحتها 65 مترًا من الشمال إلى الجنوب، و 110 متر من الشرق إلى الغرب، وعدد الكتل مقسم من رقم 1 إلى 13. تحيط الطرق و 4 أمتار من الأرصفة بكل كتلة، ويجب على الناس عبور من خلال اماكن عبور المشاة بين كل كتلة. مساحة الكتلة الأولى أصغر قليلاً من الكتل الأخرى، ويتم ربط وكتل 8 و 9 متصلة معنا.

## الأحداث
الإضاءة البيضاء : (تتساقط الثلوج في فصل الشتاء في سابورو) هو حدث يتم خلاله تزيين الأشجار المبطنة للمتنزه بإضاءة، خلال ذلك الموسم. كل شهر فبراير، يقام مهرجان سابورو للثلوج، وهو مهرجان به تماثيل ثلجية والعديد من الأحداث، في جميع أنحاء حديقة أودوري. في السنوات الأخيرة، كان لهذا المهرجان الضخم أكثر من مليوني زائر سنويًا من جميع أنحاء اليابان والعالم.
تضم الحديقة حوالي 400 شجرة أرجواني، وتستضيف مهرجان أرجواني كل شهر مايو لمدة 10 أيام.
يقام مهرجان يوساكوي سوران كل شهر يونيو، وهو مهرجان رقص ضخم في هوكايدو، في حديقة أودوري. تم بناء عدد من المراحل الخاصة، واستعراض الآلاف من الراقصين والرقص في الشوارع وعلى المراحل.
في الصيف، يتحول المنتزه إلى حديقة بيرة كبيرة. من الكتلة 5 إلى 8، قامت مصانع الجعة اليابانية الرئيسية بما في ذلك مصانع سابورو للبيرة المحدودة بإعداد حدائق البيرة الخاصة بها، وتقديم البيرة والوجبات الخفيفة. حديقة البيرة التي تخدم بيرة العالم هي الكتلة 10. حتى عام 2003، مكان تقديم البيرة المحلية ميكروبروريس شيد في الكتلة 11.
يتم تنظيم سباق هوكايدو ماراثون السنوي من الحديقة في أواخر أغسطس.
يقام مهرجان الخريف الشعبي لمدة 3 أسابيع في سبتمبر، ويعرض أكشاك الطعام من قبل المطاعم من جميع أنحاء المدينة وخارجها.
بعد مخاوف بشأن سباق الماراثون لدورة الألعاب الأولمبية الصيفية 2020 بعد الحرارة الشديدة خلال بطولة العالم لألعاب القوى 2019 في الدوحة وقطر، أعلن اتحاد ألعاب القوى الدولي واللجنة المنظمة للأولمبياد في 4 ديسمبر 2019 أن فعاليات سباق الماراثون وسباقات المشي في الألعاب الأولمبية 2020 سوق يقام في سابورو بدلا من طوكيو في محاولة لتجنب الحرارة المرتفعة في ذلك الوقت.

## روابط خارجية
- Odori Park الصفحة الرئيسية الرسمية باللغة الإنجليزية
- دليل السفر الياباني، Odori Park باللغة الإنجليزية